# Aargau
Aargau (Frans: Argovie; Italiaans: Argovia; Reto-Romaans: Argovia) is een kanton in het noorden van Zwitserland.
De inwoners van het kanton zijn ongeveer voor de helft gereformeerd en voor de helft katholiek.

## Geografie
Aargau ligt in het noorden van Zwitserland. In het westelijke deel bevinden zich de oostelijke uitlopers van de Jura. Het is echter een van de vlakste kantons van Zwitserland, zonder hogere bergen. Het hoogste punt is de Geissflue met 908 meter.
De naam komt van de rivier de Aare. Het kanton grenst in het noorden aan de Rijn, in het oosten aan het kanton Zürich, in het zuiden aan de kantons Luzern en Zug, in het westen aan de kantons Bern, Solothurn en Basel-Landschaft.

## Demografische evolutie van het kanton
Bron: https://www.bfs.admin.ch/bfs/de/home/statistiken/bevoelkerung/stand-entwicklung.assetdetail.32229209.html

## Talen
Moedertaal:
- Duits: 85,7%
- Frans: 0,9%
- Italiaans: 4,9%
- andere Talen: 8,5%

17,1% van de bevolking van Aargau heeft geen Zwitsers paspoort.

## Plaatsen en gebieden
Het kanton kent geen grote steden, maar is wel dichtbevolkt met 518 inwoners per km2. De aan elkaar gegroeide steden Baden en Wettingen vormen de belangrijkste agglomeratie:
- Wettingen, 21.479 inwoners (2023)
- Baden, 20.430 inwoners (2023)
- Aarau, 22.290 inwoners (2003)
- Wohlen, 17.481 inwoners (2023)
- Rheinfelden, 13.854 inwoners (2023)
- Oftringen, 15.080 inwoners (2023)
- Zofingen, 12.796 inwoners (2023)

## Toerisme
Steden met een middeleeuws centrum zijn er in Aargau volop: Aarau, Aarburg, Bremgarten, Brugg, Kaiserstuhl, Klingnau, Laufenburg, Lenzburg, Mellingen, Rheinfelden, Zofingen.
Thermale baden bevinden zich in Baden, Schinznach-Bad, Rheinfelden en Zurzach.
In Aargau bevinden zich een aantal kastelen, namelijk Hallwyl, Lenzburg en Wildegg, en abdijen, namelijk Königsfelden en Muri.

## Districten
Aargau is verdeeld in 11 districten:
- Aarau
- Baden
- Bremgarten
- Brugg
- Kulm
- Laufenburg
- Lenzburg
- Muri
- Rheinfelden
- Zofingen
- Zurzach

## Geschiedenis
Het gebied van het kanton Aargau werd al in de 5e eeuw door de Germaanse stam de Alemannen bewoond. In de 6e eeuw behoorde het tot Frankrijk. De oudste bewaard gebleven bron waarin de naam Aargau wordt genoemd, dateert uit 763.
De onder-Aargau, het gebied van het tegenwoordige kanton Aargau, was in de Middeleeuwen eerst van de graaf van Lenzburg, daarna van de graaf van Kyburg en daarna de hertog van Habsburg. Uit de tijd van de Habsburgers stammen de kastelen van Habsburg, Lenzburg en Wildegg en de kloosters van Wettingen en Muri.
Aargau werd in 1415 door de eedgenoten veroverd.
In 1798 werd Aargau door de Fransen veroverd en er werden 3 kantons gevormd:
- Kanton Aargau (met de districten Aarau, Brugg, Kulm, Lenzburg en Zofingen)
- Kanton Baden (met de districten Baden, Bremgarten, Muri en Zurzach)
- Kanton Fricktal (met de districten Laufenburg en Rheinfelden van Vooroostenrijk)

Het huidige kanton werd in 1803 gevormd door het samenvoegen van de bovenstaande 3 kantons, waarbij kleine delen aan Zürich werden afgestaan en delen van kanton Bern en Luzern werden overgenomen.